# 河崎邦夫
河崎 邦夫（かわさき くにお、1907年9月23日 - 1988年4月7日）は、日本の経営者。

## 経歴
大阪府大阪市出身。1925年に東京帝国大学法学部法律学科を卒業し、翌年に日本毛糸紡に入社。1955年に東洋紡績取締役に就任し、常務、専務を経て、1963年に副社長に就任し、1966年6月には社長に昇格した。1974年6月に会長に就任し、1978年7月に相談役に就任し、1986年7月から名誉顧問を務めた。関西電力監査役も務めた。
1969年11月に藍綬褒章を受章し、1979年11月に勲二等旭日重光章を受章した。
1988年4月7日心不全のために死去。80歳没。